# Хорватия на зимних Олимпийских играх 2014
Хорватия принимала участие в зимних Олимпийских играх 2014, которые проходили в Сочи, Россия с 7 по 23 февраля 2014 года.
Горнолыжник Ивица Костелич принёс Хорватии единственную награду, выиграв серебро в суперкомбинации. Для Костелича это серебро стало уже 4-м в карьере на Олимпийских играх.

## Награды

### Серебро
| Серебро |                |                                              |
| №       | Спортсмены     | Вид спорта (дисциплина)                      |
| 1       | Ивица Костелич | Горнолыжный спорт (мужчины, суперкомбинация) |

## Состав и результаты олимпийской сборной Хорватии

### Горнолыжный спорт
Мужчины
| Соревнование      | Спортсмены         | Скоростной спуск/ 1 спуск | Скоростной спуск/ 1 спуск | Слалом/ 2 спуск | Слалом/ 2 спуск | Всего   | Место |
| Соревнование      | Спортсмены         | Время                     | Место                     | Время           | Место           | Всего   | Место |
| ----------------- | ------------------ | ------------------------- | ------------------------- | --------------- | --------------- | ------- | ----- |
| Скоростной спуск  | Натко Зрнчич-Дим   |                           |                           |                 |                 | 2:09.80 | 29    |
| Суперкомбинация   | Ивица Костелич     | 1:54.17                   | 7                         | 51:37           | 3               | 2:45.54 |       |
| Суперкомбинация   | Натко Зрнчич-Дим   | 1:55.26                   | 19                        | 51.80           | 6               | 2:47.06 | 10    |
| Супергигант       | Ивица Костелич     |                           |                           |                 |                 | 1:20.19 | 24    |
| Супергигант       | Натко Зрнчич-Дим   |                           |                           |                 |                 | 1:19.75 | 19    |
| Гигантский слалом | Себастьян Бригович | 1:25.82                   | 38                        | 1:26.43         | 35              | 2:52.25 | 34    |
| Гигантский слалом | Ивица Костелич     | 1:23.87                   | 30                        | 1:25.81         | 27              | 2:49.68 | 27    |
| Гигантский слалом | Филип Зубчич       | DNF                       | DNF                       | DNF             | DNF             | DNF     | DNF   |
| Слалом            | Ивица Костелич     | 48,75                     | 21                        | 55,36           | 8               | 1:44,11 | 9     |
| Слалом            | Далибор Шамшал     | 50,71                     | 36                        | 58,28           | 18              | 1:48,99 | 18    |
| Слалом            | Матей Видович      | 51,74                     | 42                        | 1:06,07         | 33              | 1:57,81 | 28    |
| Слалом            | Натко Зрнчич-Дим   | 50,64                     | 35                        | DNF             | DNF             | DNF     | DNF   |

Женщины
| Соревнование      | Спортсмены      | Скоростной спуск/ 1 спуск | Скоростной спуск/ 1 спуск | Слалом/ 2 спуск | Слалом/ 2 спуск | Всего   | Место |
| Соревнование      | Спортсмены      | Время                     | Место                     | Время           | Место           | Всего   | Место |
| ----------------- | --------------- | ------------------------- | ------------------------- | --------------- | --------------- | ------- | ----- |
| Гигантский слалом | Андреа Комшич   | 1:24,24                   | 38                        | 1:22,37         | 35              | 2:46,61 | 35    |
| Гигантский слалом | София Новоселич | 1:24,25                   | 39                        | DNF             | DNF             | DNF     | DNF   |
| Слалом            | Андреа Комшич   | 1:00,82                   | 39                        | 57,78           | 32              | 1:58,60 | 33    |
| Слалом            | София Новоселич | DNF                       | DNF                       | DNF             | DNF             | DNF     | DNF   |

### Лыжные гонки
Мужчины
Дистанционные гонки
| Соревнование              | Спортсмены | Результат | Место |
| ------------------------- | ---------- | --------- | ----- |
| 15 км классическим стилем | Эди Дадич  | 43:38.8   | 60    |
| Скиатлон 15+15 км         | Эди Дадич  | 1:19:31.5 | 65    |
| Масс-старт 50 км          | Эди Дадич  | 2:02:35.5 | 58    |

Спринт
| Соревнование | Спортсмены | Квалификация | Квалификация | Четвертьфинал        | Четвертьфинал        | Полуфинал            | Полуфинал            | Финал                | Финал                | Итоговое место       |
| Соревнование | Спортсмены | Результат    | Место        | Результат            | Место                | Результат            | Место                | Результат            | Место                | Итоговое место       |
| ------------ | ---------- | ------------ | ------------ | -------------------- | -------------------- | -------------------- | -------------------- | -------------------- | -------------------- | -------------------- |
| Спринт       | Эди Дадич  | 3:52.89      | 69           | Завершил выступление | Завершил выступление | Завершил выступление | Завершил выступление | Завершил выступление | Завершил выступление | Завершил выступление |

Женщины
Дистанционные гонки
| Соревнование              | Спортсмены    | Результат | Место |
| ------------------------- | ------------- | --------- | ----- |
| 10 км классическим стилем | Ведрана Малец | 33:42.3   | 59    |
| Скиатлон 7,5+7,5 км       | Ведрана Малец | 45:52.1   | 59    |
| Масс-старт 30 км          | Ведрана Малец | 1:24:13.4 | 53    |

Спринт
| Соревнование | Спортсмены    | Квалификация | Квалификация | Четвертьфинал         | Четвертьфинал         | Полуфинал             | Полуфинал             | Финал                 | Финал                 | Итоговое место        |
| Соревнование | Спортсмены    | Результат    | Место        | Результат             | Место                 | Результат             | Место                 | Результат             | Место                 | Итоговое место        |
| ------------ | ------------- | ------------ | ------------ | --------------------- | --------------------- | --------------------- | --------------------- | --------------------- | --------------------- | --------------------- |
| Спринт       | Ведрана Малец | 2:54.60      | 61           | Завершила выступление | Завершила выступление | Завершила выступление | Завершила выступление | Завершила выступление | Завершила выступление | Завершила выступление |

### Сноуборд
Хафпайп
| Соревнование | Спортсмены   | Квалификация | Квалификация | Квалификация | Полуфинал             | Полуфинал             | Полуфинал             | Финал                 | Финал                 | Финал                 |                       |
| Соревнование | Спортсмены   | 1 спуск      | 2 спуск      | Место        | 1 спуск               | 2 спуск               | Место                 | 1 спуск               | 2 спуск               | Место                 |                       |
| ------------ | ------------ | ------------ | ------------ | ------------ | --------------------- | --------------------- | --------------------- | --------------------- | --------------------- | --------------------- | --------------------- |
| Женщины      | Морена Макар | 44.75        | 22.75        | 13           | Завершила выступление | Завершила выступление | Завершила выступление | Завершила выступление | Завершила выступление | Завершила выступление | Завершила выступление |